# Rio Preto de Luto
"Rio Preto de Luto" é uma canção brasileira do gênero sertanejo composta por Joaquim Moreira e Benedito Francisco Alves (Zé Matão) e originalmente gravada pela dupla sertaneja da qual Alves fazia parte, Garcia e Zé Matão. No entanto, foi a regravação da dupla Tião Carreiro e Pardinho, de 1981, que acabou se tornando a versão mais popular da canção. A canção retrata um período trágico na história da cidade de São José do Rio Preto, marcado pela perda de várias personalidades importantes da cidade, além do acidente rodoviário responsável pela morte de 59 estudantes de uma escola técnica do município.

## Composição e gravação
Rio Preto de luto foi composta por Joaquim Moreira e Benedito Francisco Alves (Zé Matão) na década de 1960, ela está entre as mais de duzentas composições de Moreira e entre as mais de cem que foram gravadas.
Joaquim Moreira da Silva nasceu no dia 08 de dezembro de 1920 na região de Catanduva, interior de São Paulo, e mais tarde migrou para São José do Rio Preto, onde ele cantava na festa de Folia de Reis. A proximidade de Moreira com a cidade o incentivou a compor a canção. A parceria com Zé Matão resultou na primeira gravação, que foi feita pela dupla sertaneja da qual Zé Matão fazia parte. No entanto, esta versão não obteve sucesso.
Foi José Dias Nunes, o Tião Carreiro, da dupla Tião Carreiro e Pardinho, o responsável pela gravação de sucesso da música.
Tião Carreiro, nascido em Minas Gerais e radicado em Araçatuba, fez de Rio Preto a extensão de sua casa. Em solo Rio Pretense, o cantor participava de encontros com outras duplas caipiras da região, e foi desta forma que a canção chegou aos seus ouvidos.
Porém, a versão original não o agradou completamente e ele propôs algumas mudanças, magoando o compositor, que afirmou em uma entrevista que “não precisava, mas deixa pra lá. Fez sucesso, né?”.

## Conteúdo
Em sua composição, Moreira lamenta uma série de perdas de personalidades locais ocorridas entre 1958 e 1961, incluindo também a morte de cinquenta e nove estudantes de uma escola técnica da cidade em um acidente rodoviário. O título "Rio Preto de Luto" refere-se então ao sentimento gerado pela perda dessas pessoas públicas e influentes em um espaço de tempo tão curto, e ao fato de que cinquenta e nove famílias perderam seus entes queridos.

### Anísio Moreira
A primeira personalidade citada pela música é Anísio José Moreira, que abandonou a carreira de médico para se dedicar a política. Como citado na música, foi prefeito na cidade de Mirassol e morreu num acidente aéreo, no estado de Mato Grosso, em outubro de 1958. Também foi deputado estadual e federal.

### Milton Verdi
A morte de Milton Verdi ficou conhecida como a tragédia do Cessna 140. Milton Verdi e seu cunhado fizeram um pouso forçado na Bolívia e, isolados, faleceram após 70 dias. Os dois tinham 25 anos e Milton morreu por inanição e seu cunhado faleceu após beber gasolina, tamanho seu desespero por água. A família Verdi é proprietária do Grupo Verdi, que possui entre seus bens a empresa Rodobens.

### Bady Bassitt
Bady Bassitt era médico e um influente político da região, tendo sido vereador e prefeito de São José do Rio Preto, além de deputado estadual. Ele faleceu no exercício de seu mandato.

### Alberto Andaló
Alberto Andaló era advogado e é reverenciado como prefeito até os dias de hoje, ele atuou também como juiz. Ele fez sucesso na política defendendo a implantação da telefonia automática e o tratamento de água. Ele foi eleito deputado em 1955 e no mesmo ano abdicou para assumir o cargo de prefeito. Ele faleceu dois meses antes de completar seu mandato, vítima de ataque cardíaco fulminante.

### Coutinho Cavalcante, Javert de Andrade e o acidente no Rio Turvo(Morte de 59 estudantes)
Joaquim Nunes Coutinho Cavalcanti, era médico e foi prefeito de Rio Preto por um curto espaço de tempo em 1935. Ele foi deputado federal e morreu no exercício do cargo em novembro de 1960. Javert de Andrade era advogado e promotor público, foi um entusiasta defensor da instalação do Instituto Penal Agrícola (IPA) de Rio Preto e seu primeiro diretor. Ele foi assassinado em 1961, por uma reeducando que foi apontado por Javert como modelo de detento recuperado. O acidente do Rio Turvo ocorreu em agosto de 1960. Componentes da Escola de Comércio Dom Pedro II, de Rio Preto, seguiam de ônibus para uma apresentação na cidade de Barretos. O motorista perdeu o controle do veículo perdeu a direção quando se aproximava da ponte de madeira sobre o Rio Turvo. No saldo da tragédia, cinquenta e nove (59) estudantes morreram. A comoção parou São José do Rio Preto e ficará para sempre na memória de seus habitantes.

## Referencias
1. ↑  Cury, Toninho. «Quem Faz História». Consultado em 12 de outubro de 2014
2. ↑  Correa, Marival (24 de agosto de 2014). «Noticias Cidades». Consultado em 12 de outubro de 2014
3. ↑  Magri, Paulo. «Escola recebe herança esquecida». Consultado em 12 de outubro de 2014. Arquivado do original em 25 de outubro de 2014
4. ↑  Correa, Marival (agosto de 2010). «Martírio de rio-pretenses começava há 50 anos». Consultado em 12 de outubro de 2014
5. ↑  Lacaz, Carlos da Silva. Médicos Sírios e Libaneses do Passado. Trajetória em busca de uma nova Pátria 1 ed. [S.l.]: ALMED
6. ↑  Demian, Cecília (outubro de 2003). «Ex-prefito Andaló completaria 87 anos hoje». Consultado em 12 de outubro de 2014. Arquivado do original em 25 de outubro de 2014
7. ↑  Arantes, Lelá. «Projeto de Coutinho Cavalcanti foi aplicado em Cuba». Consultado em 12 de outubro de 2014. Arquivado do original em 25 de outubro de 2014
8. ↑  Baffi, Guilherme (dezembro de 2010). «História de 55 anos do IPA termina hoje». Consultado em 12 de outubro de 2014
9. ↑  Magri, Paulo (agosto de 2007). «Acidente no rio Turvo completa 47 anos». Consultado em 12 de outubro de 2014. Arquivado do original em 25 de outubro de 2014